# Esteban Guerrieri
Esteban Guerrieri (ur. 19 stycznia 1985 w Buenos Aires) – argentyński kierowca wyścigowy.

## Kariera

### Formuła Renault
Argentyńczyk karierę rozpoczął od startów w kartingu. W roku 2000 został mistrzem Argentyńskiej Formuły Renault. Rok później, w zespole Lucidi Motorsport, brał udział w europejskim odpowiedniku tej serii. Ostatecznie zmagania w niej zakończył na 10. miejscu. W sezonie 2002 przeniósł się do Niemieckiej Formuły Renault. W zespole Jenzer Motorsport odniósł cztery zwycięstwa, a w generalnej klasyfikacji zajął 3. lokatę. W tym samym roku wystąpił w jednej rundzie europejskiego cyklu, jednakże bez sukcesu. W 2003 roku dzielił starty pomiędzy europejską a włoską Formułę Renault. W obu spisał się znakomicie, sięgając po tytuł mistrzowski w europejskiej oraz po tytuł wicemistrzowski we włoskiej edycji, odnosząc odpowiednio trzy i cztery zwycięstwa. Po raz kolejny zaliczył gościnny występ, tym razem w niemieckim cyklu.

### Formuła 3000
W sezonie 2004 podpisał kontrakt ze stajnią BCN Competition na udział w Międzynarodowej Formule 3000. Punktując w siedmiu z dziesięciu wyścigach (najlepiej zaprezentował się na niemieckim torze Hockenheimring, w którym dojechał na trzeciej pozycji), rywalizację zakończył na 7. miejscu. Za sprawą dawnego pracodawcy Cram Competition Argentyńczyk wziął udział również w jednej rundzie Formuły Renault V6 Eurocup (bez sukcesu).

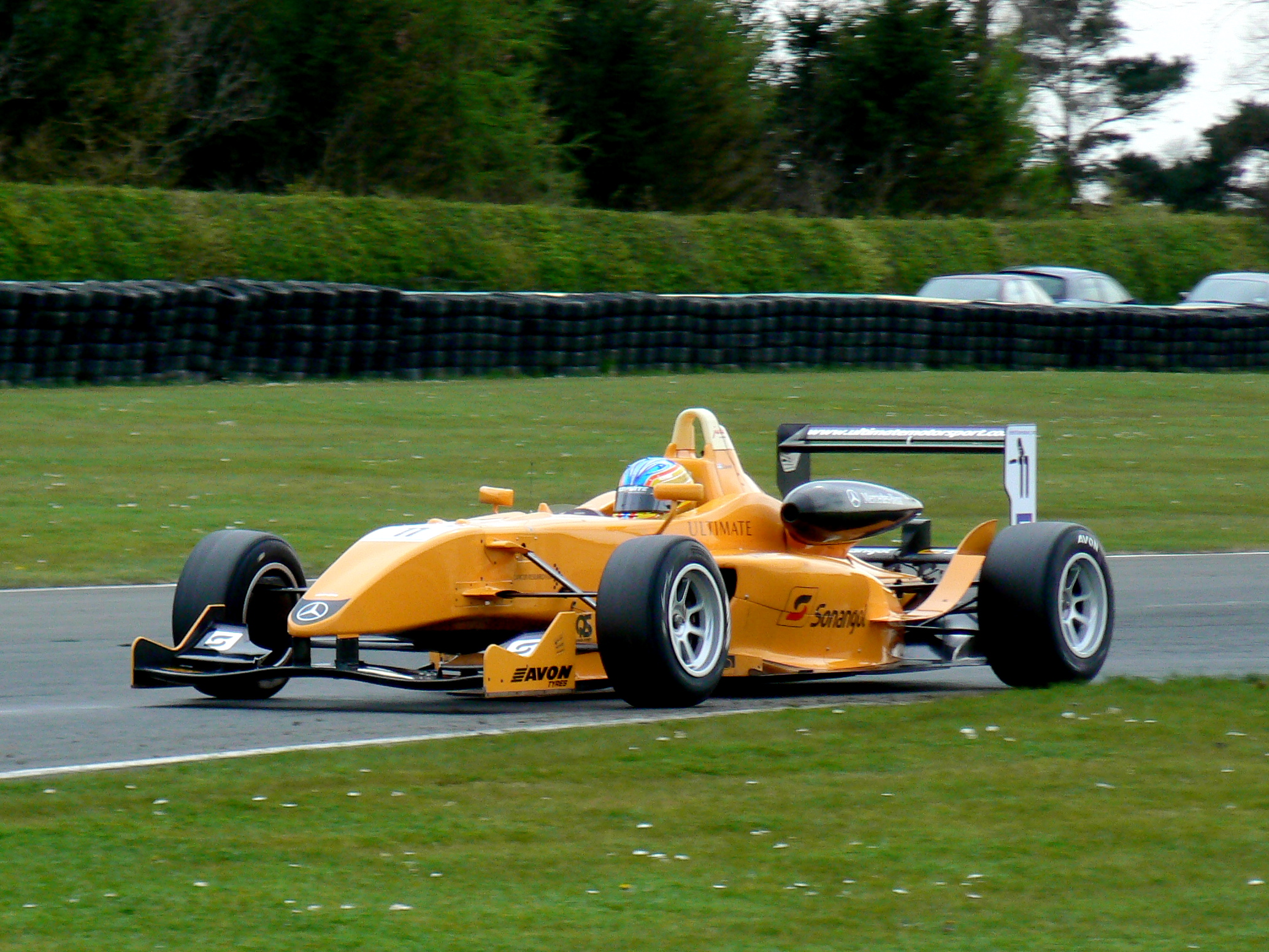
Esteban Guerrieri w Brytyjskiej Formule 3 w 2008 roku

### Formuła 3 Euroseries
W latach 2005–2006 rywalizował w Formule 3 Euroseries. W pierwszym podejściu, reprezentując Team Midland Euroseries, zmagania ukończył na 16. pozycji. W drugim roku startów reprezentował dużo bardziej konkurencyjny Manor Motorsport, dzięki czemu zajął wysokie 4. miejsce. W obu sezonach wystartował w prestiżowym wyścigu Masters of Formula 3 (w tych samych zespołach), jednakże bez sukcesu.
W sezonie 2007 przeniósł się do brytyjskiego cyklu F3. Startując w barwach Ultimate Motorsport został sklasyfikowany na odległym 13. miejscu. Z tą samą stajnią wziął udział w jednej rundzie europejskiej F3 oraz Masters of Formula 3. Ponownie jednak z miernym skutkiem. Na koniec roku razem z francuską ekipą Signature-Plus, wziął udział w prestiżowym wyścigu o Grand Prix Makau. Ostatecznie udział w nim okazał się niezbyt udany i Esteban zajął dopiero 21. pozycję.

### Formuła Renault 3.5
W roku 2007 Guerrieri (w zespole Fortec Motorsport) wziął udział w jednej rundzie Formuły Renault 3.5. Pierwszego z wyścigów jednak nie ukończył, natomiast w drugim zajął odległe 21. miejsce.
Sezon później, po zaprzestaniu startów w Brytyjskiej Formule 3 (ostatecznie zajął w niej 12. pozycję), rozpoczął ściganie w światowej serii Formuły Renault, w zespole Ultimate Signature (w tej samej ekipie startował w brytyjskiej F3), począwszy od czwartej rundy w Wielkiej Brytanii. Ostatecznie w klasyfikacji generalnej zajął przyzwoitą 8. lokatę, z dorobkiem dwóch pole position i jednego zwycięstwa.
Na sezon 2009 przeniósł się do Superleague Formula. W ciągu dziesięciu wyścigów trzykrotnie stanął na podium, z czego dwa razy na najwyższym stopniu. Poza tym trzykrotnie zmieniał klub/zespół (przez jedną rundę reprezentował Al Ain oraz Sevilla FC, natomiast z Olympiacos CFP przejeździł sześć eliminacji). Pod koniec sezonu Argentyńczyk zastąpił Rumuna Mihai Marinescu na stanowisku etatowego kierowcy włoskiego zespołu RC Motorsport. Oba wyścigi zakończył wysoko, na 5. i 4. miejscu, uzyskując przy tym najszybsze okrążenie wyścigu numer jeden. Oprócz tego wystąpił w trzech wyścigach argentyńskiej serii samochodów turystycznych TC 2000. Żadnego z nich nie ukończył jednak na premiowanej punktami pozycji.
W roku 2010 podpisał kontrakt z czeską ekipą ISR Racing. Po trzech nieudanych wyścigach, Argentyńczyk zwyciężył w deszczowych warunkach drugi wyścig na torze Spa-Francorchamps. Po absencji jego zespołu na ulicznym torze w Monako, Esteban podczas kwalifikacji na czeskim torze Masaryk Circuit w Brnie, zajął dwukrotnie drugie miejsce, za zespołowym partnerem, Czechem Filipem Salaquardą. W wyścigach spisał się rewelacyjnie, wygrywając z dominującą przewagą oba wyścigi. Po kolejnej przerwie na Węgrzech, powrócił na trzy ostatnie rundy. Dzięki zwycięstwu w pierwszym wyścigu na torze Silverstone, przy jednoczesnym nieszczęściu rywali, Esteban znacząco zmniejszył swoją stratę do prowadzących w klasyfikacji generalnej Rosjanina Michaiła Aloszyna oraz Australijczyka Daniela Ricciardo. W wyniku nieprzepisowej białej taśmy, zasłaniającej amortyzatory, został zdyskwalifikowany, co oddaliło go od upragnionego tytułu. Szansę na mistrzostwo stracił w przedostatnim wyścigu na hiszpańskim torze Circuit de Catalunya. Dzień później sezon zakończył w najlepszy możliwy sposób, wygrywając z ogromną przewagą nad drugim Jeanem-Érikiem Vergne'em. Ostatecznie z dorobkiem ośmiu miejsc na podium, w tym aż sześciu zwycięstw, zmagania zakończył na 3. miejscu.

## Statystyki
| Sezon | Seria                                          | Zespół                  | Wyścigi | Zwycięstwa | PP | NO | Podium | Punkty | Pozycja |
| ----- | ---------------------------------------------- | ----------------------- | ------- | ---------- | -- | -- | ------ | ------ | ------- |
| 2000  | Argentyńska Formuła Renault                    |                         | 12      | 2          | 3  | 1  | 6      | 115    | 1       |
| 2001  | Europejska Formuła Renault                     | Lucidi Motorsport       | 10      | 0          | 0  | 0  | 1      | 54     | 10      |
| 2002  | Niemiecka Formuła Renault                      | Jenzer Motorsport       | 14      | 4          | 1  | 0  | 6      | 222    | 3       |
| 2002  | Europejska Formuła Renault                     | Jenzer Motorsport       | 2       | 0          | 0  | 0  | 0      | 2      | 27      |
| 2003  | Włoska Formuła Renault                         | Cram Competition        | 12      | 4          | 2  | 0  | 7      | 217    | 2       |
| 2003  | Europejska Formuła Renault                     | Cram Competition        | 8       | 3          | 2  | 3  | 4      | 124    | 1       |
| 2003  | Niemiecka Formuła Renault                      | Cram Competition        | 2       | 0          | 0  | 0  | 0      | 30     | 25      |
| 2004  | Międzynarodowa Formuła 3000                    | BCN Competición         | 10      | 0          | 0  | 0  | 1      | 28     | 7       |
| 2004  | Europejska Formuła Renault V6                  | Cram Competition        | 2       | 0          | 0  | 0  | 0      | 2      | 26      |
| 2005  | Formuła 3 Euroseries                           | Team Midland Euroseries | 20      | 0          | 0  | 1  | 0      | 12     | 16      |
| 2005  | Masters of Formula 3                           | Team Midland Euroseries | 1       | 0          | 0  | 0  | 0      | N/A    | NS      |
| 2006  | Formuła 3 Euroseries                           | Manor Motorsport        | 19      | 2          | 2  | 1  | 6      | 58     | 4       |
| 2006  | Masters of Formula 3                           | Manor Motorsport        | 1       | 0          | 0  | 0  | 0      | N/A    | 21      |
| 2007  | Brytyjska Formuła 3                            | Ultimate Motorsport     | 22      | 0          | 0  | 0  | 0      | 46     | 13      |
| 2007  | Formuła 3 Euroseries                           | Ultimate Motorsport     | 2       | 0          | 0  | 0  | 0      | 0      | NS      |
| 2007  | Masters of Formula 3                           | Ultimate Motorsport     | 1       | 0          | 0  | 0  | 0      | 0      | 18      |
| 2007  | Formuła Renault 3.5                            | Fortec Motorsport       | 2       | 0          | 0  | 0  | 0      | 0      | NS      |
| 2007  | Grand Prix Makau                               | Signature-Plus          | 1       | 0          | 0  | 0  | 0      | N/A    | 15      |
| 2008  | Formuła Renault 3.5                            | Ultimate Signature      | 12      | 1          | 2  | 0  | 2      | 62     | 8       |
| 2008  | Brytyjska Formuła 3                            | Ultimate Motorsport     | 8       | 0          | 0  | 2  | 2      | 63     | 12      |
| 2009  | Superleague Formula                            | Al Ain                  | 2       | 1          | 0  | 0  | 1      | 135†   | 19†     |
| 2009  | Superleague Formula                            | Sevilla FC              | 2       | 0          | 0  | 0  | 0      | 253†   | 9†      |
| 2009  | Superleague Formula                            | Olympiacos CFP          | 6       | 1          | 1  | 1  | 2      | 300†   | 6†      |
| 2009  | Formuła Renault 3.5                            | RC Motorsport           | 2       | 0          | 0  | 0  | 0      | 15     | 19      |
| 2009  | TC 2000                                        | Renault Lo Jack Team    | 3       | 0          | 0  | 0  | 0      | 0      | NS      |
| 2010  | Formuła Renault 3.5                            | ISR Racing              | 14      | 6          | 3  | 4  | 8      | 123    | 3       |
| 2010  | Auto GP                                        | Charouz-Gravity Racing  | 2       | 0          | 0  | 0  | 0      | 5      | 18      |
| 2010  | TC 2000                                        | Toyota Team Argentina   | 1       | 0          | 1  | 1  | 1      | 0      | NS‡     |
| 2010  | Superleague Formula                            | PSV Eindhoven           | 3       | 0          | 0  | 1  | 2      | 288    | 16      |
| 2011  | Firestone Indy Lights                          | Sam Schmidt Motorsports | 14      | 3          | 6  | 3  | 6      | 459    | 2       |
| 2011  | TC 2000                                        | Toyota Team Argentina   | 1       | 1          | 1  | 1  | 1      | 0      | NS      |
| 2012  | Firestone Indy Lights                          | Sam Schmidt Motorsports | 12      | 3          | 0  | 1  | 9      | 453    | 2       |
| 2013  | Top Race V6 Argentina                          | Midas Racing Team       | 11      | 0          | 0  | 0  | 1      | 2      | 10      |
| 2013  | Turismo Carretera Argentina                    |                         | 14      | 0          | 0  | 0  | 0      | 181    | 32      |
| 2014  | Super TC2000, Argentina                        | Toyota Team Argentina   | 13      | 0          | 1  | 1  | 1      | 66     | 16      |
| 2014  | Turismo Carretera Mouras, Invitados, Argentina |                         | 1       | 0          | 0  | 0  | 0      | 0      | NS      |
| 2014  | Top Race Serie Argentina, Campeonato General   | Guido Guidi Competición | 2       | 0          | 0  | 0  | 0      | 0      | NS      |

† – zmiana zespołu.
‡ – Guerrieri nie był klasyfikowany.

## Wyniki w Formule Renault 3.5
| Legenda oznaczeń w tabelach wyników Wyświetl szablon na nowej stronie | Legenda oznaczeń w tabelach wyników Wyświetl szablon na nowej stronie                                                                     |
| Oznaczenie                                                            | Wyjaśnienie |
| --------------------------------------------------------------------- | --- |
| Złoty                                                                 | Zwycięzca lub mistrzostwo |
| Srebrny                                                               | 2. miejsce lub wicemistrzostwo |
| Brązowy                                                               | 3. miejsce lub II wicemistrzostwo |
| Zielony                                                               | Ukończył, punktował (w klasyfikacji generalnej, gdy zdobył co najmniej jeden punkt na przestrzeni sezonu, poza trzema powyższymi opcjami) |
| Niebieski                                                             | Ukończył, nie punktował (w klasyfikacji generalnej, gdy nie zdobył co najmniej jednego punktu na przestrzeni sezonu)                      |
| Czerwony                                                              | Nie zakwalifikował się (NZ) |
| Czerwony                                                              | Nie prekwalifikował się (NPK) |
| Różowy                                                                | Nie ukończył (NU) |
| Różowy                                                                | Niesklasyfikowany (NS) (w klasyfikacji generalnej, gdy nie został sklasyfikowany w żadnym wyścigu sezonu)                                 |
| Czarny                                                                | Zdyskwalifikowany (DK) |
| Czarny                                                                | Wykluczony (WYK/EX) |
| Biały                                                                 | Nie wystartował (NW) |
| Biały                                                                 | Kontuzjowany (K/INJ) |
| Biały                                                                 | Wyścig odwołany (OD/C) |
| Bez koloru                                                            | Został wycofany (WYC/WD) |
| Bez koloru                                                            | Nie przybył (NP/DNA) |
| Bez koloru                                                            | Nie brał udziału w treningach (NT/DNP) |
| Bez koloru                                                            | Nie został zgłoszony (–) |
| Pogrubienie                                                           | Start z pole position |
| Kursywa                                                               | Najszybsze okrążenie wyścigu |
| †                                                                     | Nie ukończył, ale jego rezultat został zaliczony ze względu na przejechanie więcej niż 90% dystansu wyścigu.                              |
| *                                                                     | Sezon w trakcie |
| 1/2/3                                                                 | Punktowana pozycja w sprincie kwalifikacyjnym                                                                                             |
| Lista systemów punktacji Formuły 1                                    | |

| Rok  | Zespół             | Wyniki w poszczególnych eliminacjach | Wyniki w poszczególnych eliminacjach | Wyniki w poszczególnych eliminacjach | Wyniki w poszczególnych eliminacjach | Wyniki w poszczególnych eliminacjach | Wyniki w poszczególnych eliminacjach | Wyniki w poszczególnych eliminacjach | Wyniki w poszczególnych eliminacjach | Wyniki w poszczególnych eliminacjach | Wyniki w poszczególnych eliminacjach | Wyniki w poszczególnych eliminacjach | Wyniki w poszczególnych eliminacjach | Wyniki w poszczególnych eliminacjach | Wyniki w poszczególnych eliminacjach | Wyniki w poszczególnych eliminacjach | Wyniki w poszczególnych eliminacjach | Wyniki w poszczególnych eliminacjach | Punkty | Pozycja |
| ---- | ------------------ | ------------------------------------ | ------------------------------------ | ------------------------------------ | ------------------------------------ | ------------------------------------ | ------------------------------------ | ------------------------------------ | ------------------------------------ | ------------------------------------ | ------------------------------------ | ------------------------------------ | ------------------------------------ | ------------------------------------ | ------------------------------------ | ------------------------------------ | ------------------------------------ | ------------------------------------ | ------ | ------- |
| 2007 | Fortec Motorsport  | ITA                                  | ITA                                  | DEU                                  | DEU                                  | MON                                  | HUN                                  | HUN                                  | BEL                                  | BEL                                  | GBR                                  | GBR                                  | FRA                                  | FRA                                  | PRT                                  | PRT                                  | ESP                                  | ESP                                  | 0      | 39      |
| 2007 | Fortec Motorsport  | -                                    | -                                    | -                                    | -                                    | -                                    | -                                    | -                                    | -                                    | -                                    | -                                    | -                                    | NU                                   | 21                                   | -                                    | -                                    | -                                    | -                                    | 0      | 39      |
| 2008 | Ultimate Signature | ITA                                  | ITA                                  | BEL                                  | BEL                                  | MON                                  | GBR                                  | GBR                                  | HUN                                  | HUN                                  | DEU                                  | DEU                                  | FRA                                  | FRA                                  | PRT                                  | PRT                                  | ESP                                  | ESP                                  | 62     | 8       |
| 2008 | Ultimate Signature | -                                    | -                                    | -                                    | -                                    | -                                    | 22                                   | 4                                    | NU                                   | 12                                   | 12                                   | 9                                    | 4                                    | 3                                    | 5                                    | 6                                    | NU                                   | 1                                    | 62     | 8       |
| 2009 | RC Motorsport      | CAT                                  | CAT                                  | BEL                                  | BEL                                  | MON                                  | HUN                                  | HUN                                  | GBR                                  | GBR                                  | FRA                                  | FRA                                  | PRT                                  | PRT                                  | DEU                                  | DEU                                  | ARA                                  | ARA                                  | 15     | 19      |
| 2009 | RC Motorsport      | -                                    | -                                    | -                                    | -                                    | -                                    | -                                    | -                                    | -                                    | -                                    | -                                    | -                                    | -                                    | -                                    | -                                    | -                                    | 5                                    | 4                                    | 15     | 19      |
| 2010 | ISR Racing         | ARA                                  | ARA                                  | BEL                                  | BEL                                  | MON                                  | CZE                                  | CZE                                  | FRA                                  | FRA                                  | HUN                                  | HUN                                  | DEU                                  | DEU                                  | GBR                                  | GBR                                  | CAT                                  | CAT                                  | 123    | 3       |
| 2010 | ISR Racing         | NU                                   | NU                                   | NW                                   | 1                                    | -                                    | 1                                    | 1                                    | 2                                    | 10                                   | -                                    | -                                    | 2                                    | 1                                    | DK                                   | 1                                    | 4                                    | 1                                    | 123    | 3       |